# Verkehrssicherungswesen
Das Verkehrssicherungswesen ist ein Aufgabenbereich des Verkehrsingenieurwesens und dient zur Gewährleistung der Sicherheit im Verkehrswesen (gefährdungs- und unfallfreier Verkehrsablauf). Bei der Verkehrssicherung kommen spezielle Instrumente und Einrichtungen (wie etwa Anlagen und/oder Vorschriften, Aufsichtsbehörden, Signalisierung, Gesetze und Vorschriften) und Methoden (wie etwa eine Risikoanalyse und Schwachstellenbewertung), die je nach Anforderungen der zugrundeliegenden Verkehrssysteme unterschiedlich gestaltet sein können, zur Anwendung.

## Teilgebiete
Folgende Teilgebiete des Verkehrssicherungswesens können unterschieden werden:
- Straßenverkehrssicherheit,
- Eisenbahnsicherheit,
- Schifffahrtssicherheit,
- Luftfahrtsicherheit,
- Nachrichtenverkehrssicherheit.

## Aufgaben
Zu den Aufgaben der Verkehrssicherung gehört in erster Linie die Abwehr von Gefahren, um die Sicherheit und Leichtigkeit des Verkehrs zu gewährleisten (Betriebssicherheit). Zudem sollen die Maßnahmen vor vom Verkehrswesen ausgehenden Gefahren schützen und schädliche Umwelteinwirkungen verhüten.

## Quelle
- Glossar Verkehrswesen und Verkehrswissenschaften der TU Dresden (PDF; 1,3 MB)